# Digest Format
Das Digest Format bezeichnet eine Magazingröße, die kleiner als das übliche Zeitschriftenformat („Journal Size“), aber größer als ein Taschenbuch ist. Typische Maße sind etwa 14 × 21 cm, 13,7 × 21,3 cm oder 14 × 19 cm – ähnlich groß wie eine DVD-Hüllen. Das Format stammt ursprünglich aus technischen Abläufen der Druckindustrie und wird dort manchmal auch „Katalog-Format“ genannt.

## Beispiele
Das bekannteste Digest-Magazin ist das US-amerikanische Reader’s Digest, nach dem das Format auch benannt wurde. Die Zeitschrift TV Guide erschien von 1953 bis 2005 ebenfalls in diesem Format. Bird Watcher’s Digest hielt diese Größe von der Gründung 1978 bis zur Einstellung 2021 bei.
Andere Zeitschriften wie Prevention und Guideposts Magazine oder manche Comics von Archie Comics werden weiterhin im Digest-Format publiziert.
Manche Magazine führen trotz Namensbestandteilen wie „Digest“ ein anderes Format, etwa Children’s Digest oder auch Writer’s Digest.

## Science-Fiction-Digests
Seit den 1950er Jahren nutzen viele Science-Fiction-Magazine das Digest-Format, wie:
- Analog Science Fiction and Fact (von 1943 bis 1963 und 1965 bis heute)
- Asimov’s Science Fiction (seit 1977)
- The Magazine of Fantasy & Science Fiction (seit 1949)[4]

Ehemalige Titel in Digest-Größe sind unter anderem Galaxy Science Fiction, New Worlds, Other Worlds, Science Fantasy und Worlds of If.

## Comic-Digests
Seit den späten 1960er Jahren gaben zahlreiche Comicverlage sogenannte „Comic Digests“ heraus, meist mit Nachdrucken älterer Geschichten, häufig im Format um 16,5 × 12,7 cm. Zum Beispiel veröffentlichte Gold Key Comics von den 1960er bis Mitte der 1970er Jahre drei Digest-Titel. DC Comics und Harvey Comics boten ebenfalls einige Digests an. Archie Comics publiziert seit 1973 zahlreiche Digests, Marvel gab ähnliche Hefte in den 2000er Jahren heraus, vor allem als Nachdrucke.
In Italien erscheint Topolino im Digest-Format, ebenso wie zahlreiche sogenannte „fumetti neri“ (Schwarze Comics) für Erwachsene, etwa Diabolik. Das Format ist weit verbreitet in Comics aus Italien, Frankreich, Brasilien, Mexiko, Spanien und weiteren Ländern.